# 2030년 동계 올림픽
2030년 동계 올림픽(영어: 2030 Winter Olympics, XXVI Olympic Winter Games)은 2030년 2월 1일부터 2월 17일까지 치러질 제26회 동계 올림픽이다. 2024년 7월 24일, IOC 총회에서 2030년 대회의 개최지는 프랑스 알프스, 2034년 대회의 개최지는 미국 솔트레이크시티로 결정되었다.

## 개최 도시 후보
- 캐나다 - 밴쿠버 (https://www.vancouver2030.org/)

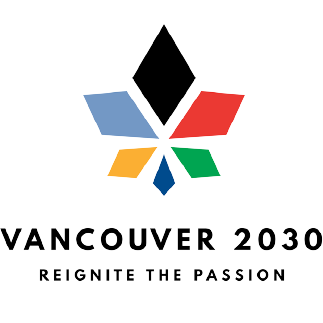
캐나다의 올림픽 로고

2010년 밴쿠버 동계 올림픽을 개최한 전력이 있다. 이밖에도 각종 겨울 스포츠가 캐나다 밴쿠버에서 개최되어왔다. 경기에 적합한 기후와 관련 인프라와 시설등을 그대로 유지하여 비용을 절약하겠다는 공약을 내세웠다.
- 일본 - 삿포로시 (http://sapporo2030.jp/index.html 보관됨 2021-07-23 - 웨이백 머신)

1972년 삿포로 동계 올림픽을 개최한 경험이 있다. 당초 2026년 개최를 목표하였으나 2030년으로 수정하였다.
- 스페인 - 바르셀로나 - 피레네 ( 안도라 /  프랑스)

개최가 실현될 경우 스페인에서 개최되는 첫 동계 올림픽이다. 1994년 IOC 총회 때부터 암묵적으로 이어져 온 대륙별 순환 개최 원칙이 2015년 총회에서 깨지면서 개최의 가능성이 있다고 평가되었다. 다른 입후보 도시가 동계 올림픽을 개최한 경험과 인프라가 갖춰져 있는 점과 달리, 스페인의 바르셀로나는 하계 올림픽 개최 경험만 있다.
- 미국 - 솔트레이크시티

2002년 솔트레이크시티 동계 올림픽을 개최한 경험이 있다. 개최가 실현되면 미국은 2028년 하계 올림픽에 이어 2년만에 동계 올림픽도 치루게 된다.

## 방송
- 미국 - NBC
- 일본 - NHK,TBS
- 대한민국 - JTBC

## 같이 보기
- 2030년 동계 패럴림픽